# Mostno dvigalo
Mostno dvigalo je vrsta dvigala, ki ga najdemo v industrijskem okolju.

## Aplikacije
Žerjavi se uporabljajo za dviganje in prenašanje oziroma prestavljanje bremen. Njihova prednost pred drugimi vrstami transporta je predvsem v tem, da v svojem manipulacijskem prostoru dvigajo, prenašajo in spuščajo bremena na katero koli delovno mesto.
Po konstrukciji ločimo:
viseče žerjave, katerih dvigalna naprava visi na vozičku, mostne žerjave, pri katerih je dvigalna naprava (maček) na mostni konstrukciji, ročične ali konzolne žerjave, pri katerih je dvigalna naprava na gibljivih ročicah, nakladalne žerjave, to so pravzaprav mostni žerjavi, ki so navadno opremljeni z obsežnim sistemom vitlov in mačkov; žerjavni most je lahko dolg do 100 m, portalne žerjave, katerih dvigalna naprava je pritrjena na prevozni portal imenujemo jih tudi centileverski žerjavi, vrtljive stolpne žerjave – v gradbeništvu; če pa lahko spreminjamo višino stolpa, kot raste zgradba, jih imenujemo tudi plezalni žerjavi, vrvne ali kabelske žerjave, katerih dvigalni element je pritrjen na razpeti jekleni vrvi nad delovnim območjem, prevozne žerjave in dvigala, če so dvigalne naprave pritrjene na prometna sredstva.
Nadpisna tabela s podatki dvigala
Vsak žerjav mora imeti na vidnem mestu nosilne konstrukcije pritrjeno ustrezno veliko tablo, ki mora vsebovati vsaj naslednje podatke:
oznaka tipa žerjava, ime in naslov proizvajalca, leto izdelave, identifikacijska številka (npr. serijska številka), največje dopustno breme,
standard/obratovalni razred žerjava. Poleg tega mora biti tudi varnostna tabla z napisom: „Zadrževanje pod dvignjenim bremenom je prepovedano!“
Dokumentacija za mostno dvigalo
Vsako dvigalo mora imeti matično in kontrolno knjigo, ki vsebuje podatke: osnovne podatke o žerjavu, tehnične podatke o žerjavu, znacilnosti dvigala, rezultate prvega preskušanja pri izdelovalcu. Matična knjiga je potrjena od izdelovalca oz. od pooblaščenca
strokovnega zavoda. Kupcu se izroči skupaj z dvigalom. Ko ima isto podjetje na eni lokaciji veliko število dvigal, se
matična knjiga lahko nadomesti z matično evidenco.
Vsak žerjav mora imeti kontrolno knjigo, namenjeno evidenci vzdrževanja. Kontrolna knjiga vsebuje: osnovne podatke o dvigalu, podatki o lokaciji in njenih spremembah, podatki o odgovorni osebi, o vzdrževalcih, žerjavovodjah, evidenca o rednih in izrednih pregledih in ugotovitvah pregledov in preizkusov, evidenca o periodicnem preizkušanju žerjava (ki ga izvaja strokovni zavod), evidenca o remontih in zamenjavi iztrošenih/poškodovanih delov.
Druga dokumentacija:
Navodila za upravljanje in uporabo, navodila in tehnicna dokumentacija za vzdrževanje, navodila za preglede, navodila za morebitno montažo dvigal, obratovalno dovoljenje, potrdilo in porocilo o pregledu in preizkusu, navodila za dvigaliste in privezovalce bremen, porocilo o meritvah elektricne omarice, druga navodila in opozorila.

## Sestava
Elementi mostnega dvigala: a) bremenski kavelj, b) škripci, c) jeklena vrv, d) vrvenica, e) vrvni boben, f) elektrovitel,  g)zavore in zapore, h) tirnice in tekalna kolesa, i) most, j) kabelska vleka, k) elektrooprema
Tak žerjav je sestavljen iz mostu in iz mačka. Most se giblje po tirnicah v vzdolžni smeri hale, maček pa v prečni smeri. S kombinacijo obeh gibanj lahko breme prestavimo na poljubno mesto znotraj delovnega pravokotnika. Žerjav upravlja žerjavovodja z obvezno narejenim izpitom za dvigalo.
Most je sestavljen iz nosilcev, na katerih so tirnice za vožnjo mačka, in iz želenih nosilcev s tekalnimi kolesi za vožnjo žerjava. Most je palična ali polnostenska jeklena konstrukcija. Pogonski mehanizem mostu sestavljajo elektromotor in zobniško prenosno gonilo, ki
poganja tekalna kolesa. Za hitro ustavljanje žerjava se uporablja vozna zavora. Maček je sestavljen iz okvirja, elementov za dviganje bremena (elektromotor, zobniško gonilo, zavora, vrvni boben) in elementov za vožnjo mačka (elektromotor, zavora, zobniško gonilo, tekalna kolesa). Vozna hitrost žerjavnega mostu je od 0,2 do 1,5 m/s, vozna hitrost mačka je od 0,2 do 1 m/s, hitrost dviganja bremena pa
je od 0,1 do 0,3 m/s. Če pri projektiranju industrijske hale ali skladišča moramo računati s točno določenim tipom žerjava, za kar moramo poznati osnovne podatke o sami napravi.
Dvigala in komponente opravljajo zelo zahtevna in nevarna dela.   
Industrijsko mostno dvigalo sestavljata dve vzporedni progi tako imenovani tirnici, po katerih se dvigalo premika. Vitel je glavni sestavni del opreme, katera se premika po mostu dvigala. Če je most dvignjen od tal z dvema ali s štirimi podprtimimi nogami in se premika po pritrjeni progi na tleh(zemlji), tako dvigalo imenujemo portalno dvigalo/žerjav ali goliat crane. Poznamo še konzolna dvigala, monorail dvigala,... 
Za razliko od mobilnih ali gradbenih dvigal, se mostna dvigala običajno uporabljajo predvsem za proizvodnjo in vzdrževalne potrebe, na nedostopnih mestih in mestih, kjer ni dovolj prostora za varno delo na napravah.
Mostna dvigala se uporabljajo v naslednjih panogah: steklarstvo, predelava gume, plastike, orodjarstvo, ekologija in vodno gospodarstvo, gradbeništvo, proizvodnja procesne opreme, dvigala za eksplozivno / nevarno okolje, servis tovornih vozil, težke mehanizacije, proizvodnja vozil, letal ter plovil, proizvodnja električne energije, proizvodnja in predelava aluminija, specialna dvigala, cementarne in gradbeni materiali, grafična in papirna proizvodnja,dvigala v livarnah, kovinsko predelovalna industrija in varilnice.  
Dvigala so dobavljiva po želji naročila kupca nosilnosti od 125 kg do 600,000 kg. Dvigala potrebujemo na vsakem koraku proizvodnega procesa, od dovoza surovine v proizvodnjo pa do končnega izdelka dokler ta ne zapusti tovarno.
V mnogih primerih se stroški mostnim dvigalom lahko v veliki meri izravnajo s prihranki iz ne najem avtodvigala v gradnjo objekta, ki uporablja veliko težke procesne opreme.
Mostna dvigala se delijo na enonosilčna ter dvonosilčna dvigala. Najdemo tudi mostna dvigala v viseči izvedbi.

## Standard
Obratovalni razred dvigala je določen s standardom JUS M.D1.020. Ocenimo ga glede na namen uporabe dvigala ali žerjava:
1. obratovalni razred: dvigala, ki obratujejo redko in kratkotrajno z majhno relativno obremenitvijo – ročna dvigala, žerjavi v energetskih obratih, žerjavi za občasno uporabo v skladiščih.
2. obratovalni razred: dvigala in žerjavi za splošno uporabo v industrijskih obratih in skladiščih.
3. obratovalni razred: dvigala in žerjavi, ki pogosto obratujejo v zahtevnih razmerah z veliko relativno obremenitvijo – mostni žerjavi v livarnah, jeklarnah, valjarnah, žerjavi za delo z grabilniki in z bremenskimi elektromagneti.#obratovalni razred: dvigala in žerjavi, ki pogosto obratujejo v zelo zahtevnih pogojih z veliko relativno obremenitvijo ali pri visokih temperaturah – žerjavi za neprekinjeno delo v jeklarnah in valjarnah.

Pri izbiri obratovalnega razreda standard JUS upošteva več faktorjev, ki vplivajo na izbiro, vendar v končni fazi obsega samo štiri razrede. Standard SIST – DIN 15020 pa upošteva manj faktorjev, vendar te bolj podrobno, zaradi česar je razredov (pogonskih skupin) devet.